# La Tortue (Saint Barthélemy)
La Tortue (Nederlands: De schildpad) is een onbewoond privé-eiland behorend bij Saint-Barthélemy. Het bevindt zich ongeveer 700 m van het hoofdeiland. Sinds 1996 is het een onderdeel van het natuurreservaat van Saint-Barthélemy.

## Overzicht
La Tortue is klein eilandje van 7 hectare. Er waren verwilderde geiten op het eiland aanwezig die het landschap kaal graasden. De geiten zijn verwijderd en de begroeiing begint weer terug te komen.
Het eiland dient als een broedkolonie voor koningssternen en lachmeeuwen, en er is een kleine groep roodsnavelkeerkringvogels. In 2007 werd het eiland aangemerkt als Important Bird Area. Het water rond het eiland is beschermd en de toegang is beperkt. Onder water bevinden zich grotten en tunnels waarin bedreigde diersoorten voorkomen. In 2017 werd Saint-Barthélemy getroffen door orkaan Irma, en sloegen de golven over La Tortue heen.